# Jirueque
Jirueque ist ein zentralspanischer Ort und eine Gemeinde (municipio) mit nur noch 47 Einwohnern (Stand: 2024) in der Provinz Guadalajara in der Autonomen Region Kastilien-La Mancha. Die Gemeinde gehört zur dünnbesiedelten Region der Serranía Celtibérica.

## Lage und Klima
Der ca. 845 m hoch gelegene Ort Jirueque liegt am Zusammenfluss zweier Bäche im Norden der Alcarria, einer Landschaft im Norden des Südteils der Iberischen Hochebene (meseta). Die Provinzhauptstadt Guadalajara ist ca. 53 km (Fahrtstrecke) in südwestlicher Richtung entfernt; die sehenswerten Orte Jadraque und Pinilla de Jadraque befinden sich im Umkreis von nur etwa 10 km. Das Klima im Winter ist gemäßigt, im Sommer dagegen warm bis heiß; die eher geringen Niederschläge (ca. 440 mm/Jahr) fallen – mit Ausnahme der nahezu regenlosen Sommermonate – verteilt übers ganze Jahr.

## Bevölkerungsentwicklung
| Jahr      | 1857 | 1900 | 1950 | 2000 | 2019 |
| Einwohner | 265  | 230  | 241  | 91   | 59   |

Infolge der Mechanisierung der Landwirtschaft, der Aufgabe bäuerlicher Kleinbetriebe und des daraus resultierenden Verlusts von Arbeitsplätzen ist die Einwohnerzahl der Gemeinde seit der Mitte des 20. Jahrhunderts deutlich zurückgegangen (Landflucht).

## Wirtschaft
Die Menschen früherer Jahrhunderte lebten hauptsächlich als Selbstversorger vom Ackerbau und von der Viehwirtschaft, deren haltbare Produkte (Käse, Wurst, Tierhäute und Wolle) bei fahrenden Händlern getauscht oder verkauft werden konnten. Zeitweise waren auch Handwerker und Dienstleister im Ort ansässig.

## Geschichte
Weder Kelten noch Römer, Westgoten und selbst die Mauren hinterließen keine verwertbaren Spuren auf dem Gemeindegebiet. In der zweiten Hälfte des 11. Jahrhunderts wurden letztere durch die Armee König Alfons VI. von León wieder aus der Region vertrieben (reconquista); anschließend begann die Phase der Neu- oder Wiederbesiedlung (repoblación) durch Christen aus vielen Teilen der Iberischen Halbinsel. Eine schriftliche Erwähnung des Ortsnamens aus dem Frühmittelalter ist nicht bekannt und so geht man von einer Entstehung im 11. oder 12. Jahrhundert aus. Seit dem Jahr 1469 gehörten der Ort und sein Umland zum riesigen Grundbesitz des Kardinals Mendoza († 1495), der im Jahr 1492 in der von den Katholischen Königen neugegründeten Grafschaft des Condado del Cid aufging.

## Sehenswürdigkeiten
- Die ursprünglich einschiffige romanische Iglesia de San Bartolomé erhielt im 16. Jahrhundert ein Seitenschiff auf der Südseite; gleichzeitig wurde der Innenraum modernisiert. Der Turmneubau entstand im 18. Jahrhundert. In einer der Seitenkapellen steht das reich mit Figuren dekorierte spätgotische Alabastergrabmal des im Jahr 1510 verstorbenen Klerikers Don Alfonso Fernández de Cuesta (auch El Dorado de Jirueque genannt).[4][5]

Umgebung
- Die mit Ausnahme der Ecksteine aus Bruchsteinen erbaute Ermita Humilladero de la Virgen de la Soledad steht wenige Kilometer außerhalb des Ortes; sie ist die letzte von drei im 16. Jahrhundert zum Ort gehörigen ermitas. Der kleinen Kapelle vorangestellt ist ein Säulenportikus. Während des Bürgerkrieges (1936–1939) wurde sie ihres alten Bildschmucks beraubt.[6]